# Fadwa al-Bouza
Fadwa al-Bouza (arabisch فدوى البوظة, DMG Fadwā al-Būẓa; * 14. Januar 1990 in Homs) ist eine ehemalige syrische Leichtathletin, die im Hürdenlauf sowie im Dreisprung an den Start ging.

## Sportliche Laufbahn
Erste Erfahrungen bei internationalen Meisterschaften sammelte Fadwa al-Bouza im Jahr 2003, als sie bei den Arabischen Meisterschaften in Amman mit der syrischen 4-mal-400-Meter-Staffel in 4:00,10 min die Bronzemedaille hinter den Teams aus Algerien und dem Sudan gewann. 2005 gelangte sie bei den Jugendweltmeisterschaften in Marrakesch mit 4476 Punkten auf dem 24. Platz im Siebenkampf und schied im 100-Meter-Hürdenlauf mit 14,31 s in der ersten Runde aus. Anschließend wurde sie bei den Asienmeisterschaften in Incheon mit 5,52 m Zwölfte im Weitsprung und kam mit 14,58 s nicht über den Vorlauf über 100 m Hürden hinaus. Kurz darauf gewann sie bei den Panarabischen Meisterschaften in Radès mit 4555 Punkten die Silbermedaille im Siebenkampf hinter der Sudanerin Muna Jabir Adam und sicherte sich auch über 100 m Hürden in 14,38 s die Silbermedaille hinter der Algerierin Naïma Bentahar. Zudem gewann sie mit der 4-mal-100-Meter-Staffel in 48,35 s sowie in 3:49,75 min mit der 4-mal-400-Meter-Staffel jeweils die Silbermedaille. Daraufhin gewann sie bei den Westasienspielen in Doha mit 5,76 m die Silbermedaille im Weitsprung hinter der Jordanierin Rima Taha. Im Jahr darauf belegte sie bei den Hallenasienmeisterschaften in Pattaya mit 3251 Punkten den sechsten Platz im Fünfkampf und gelangte mit 8,94 s auf Rang sieben im 60-Meter-Hürdenlauf. Anschließend wurde sie bei den Juniorenasienmeisterschaften in Macau mit 5,50 m Fünfte im Weitsprung und im November siegte sie mit 12,54 m im Dreisprung bei den Arabischen Juniorenmeisterschaften in Kairo. Daraufhin nahm sie an den Asienspielen in Doha teil und klassierte sich dort mit 14,69 s auf dem achten Platz über 100 m Hürden und gelangte mit 11,97 m auf Rang acht im Dreisprung. 2007 gewann sie bei den Arabischen Meisterschaften in Amman in 14,01 s die Silbermedaille im Hürdenlauf hinter der Marokkanerin Lamiae Lhabz und sicherte sich im Siebenkampf mit 4211 Punkten erneut die Silbermedaille hinter der Sudanerin Muna Jabir Adam. Anschließend belegte sie bei den Asienmeisterschaften ebendort in 14,31 s den sechsten Platz im Hürdenlauf und wurde im Dreisprung mit 12,79 m Fünfte. Im November siegte sie bei den Panarabischen Spielen in Kairo mit 12,61 m im Dreisprung und gewann in 14,53 s die Bronzemedaille im Hürdensprint hinter der Marokkanerin Lamiae Lhabz und Selma Emam Abou el-Hassan aus Ägypten. 2008 belegte sie bei den Hallenasienmeisterschaften in Doha mit 5,56 m den vierten Platz im Weitsprung und gelangte im Dreisprung mit 12,16 m auf den sechsten Platz. Anschließend schied sie bei den Hallenweltmeisterschaften in Valencia mit 9,06 s in der ersten Runde aus. Im August nahm sie dank einer Wildcard über 100 m Hürden an den Olympischen Sommerspielen in Peking teil und kam dort mit 14,24 s nicht über den Vorlauf hinaus.
2009 gewann sie bei den Arabischen Meisterschaften in Damaskus in 14,28 s die Silbermedaille über 100 m Hürden hinter der Bahrainerin Fatmata Fofanah und im Dreisprung gewann sie mit neuem Landesrekord von 13,01 m die Bronzemedaille hinter der Sudanerin Yamilé Aldama und Jamaa Chnaik aus Marokko. Zudem belegte sie mit der 4-mal-100-Meter-Staffel in 50,42 s den vierten Platz und gelangte mit der 4-mal-400-Meter-Staffel mit 4:11,80 min auf Rang fünf. Anschließend erreichte sie bei den Hallenasienspielen in Hanoi mit 12,47 m Rang elf im Dreisprung und wurde dann bei den Asienmeisterschaften in Guangzhou mit 12,75 m Sechste. Im September 2010 bestritt sie ihren letzten offiziellen Wettkampf und beendete daraufhin ihre aktive sportliche Karriere im Alter von nur 20 Jahren.

## Persönliche Bestleistungen
- 100 m Hürden: 14,00 s (+1,1 m/s), 26. August 2008 in Amman (syrischer U20-Rekord)
  - 60 m Hürden (Halle): 8,85 s, 27. September 2005 in Teheran (syrischer Rekord)
- Weitsprung: 5,85 m (0,0 m/s), 19. Mai 2007 in Amman
  - Weitsprung (Halle): 5,58 m, 25. September 2005 in Teheran (syrischer Rekord)
- Dreisprung: 13,01 m, 21. Juni 2009 in Tunis (syrischer Rekord)
  - Dreisprung (Halle): 12,47 m, 31. Oktober 2009 in Hanoi
- Siebenkampf: 4555 Punkte, 16. September 2005 in Radès
  - Fünfkampf (Halle): 3251 Punkte, 10. Februar 2006 in Pattaya (syrischer Rekord)